# Мадзара-дель-Валло
Мадза́ра-дель-Ва́лло (итал. Mazara del Vallo) — коммуна в Италии, располагается в области Сицилия, подчиняется административному центру Трапани. Расположена на реке Делия.
Население коммуны составляет 50 377 человек (на 2001 г.), плотность населения составляет 175 чел./км². Занимает площадь 275 км². Почтовый индекс — 91026. Телефонный код — 0923.
Покровителем коммуны почитается святой Вит. Праздник ежегодно празднуется 15 июня.

## Города-побратимы
- Махдия, Тунис
- Санта-Пола, Испания
- Волос, Греция
- Требизачче, Италия